# Ruislip
Ruislip – część Londynu, leżąca w gminie London Borough of Hillingdon. W 2001 miasto liczyło 7058 mieszkańców. Ruislip jest wspomniana w Domesday Book (1086) jako Rislepe.